# Apartado de correos 1001
Apartado de correos 1001 es una película española de 1950, dirigida por Julio Salvador. De género suspense, se la considera, junto con Brigada criminal (1950, Ignacio Iquino), iniciadora del cine negro barcelonés, y es hoy una película casi de culto.

## Intérpretes
| Actor              | Personaje           |
| ------------------ | ------------------- |
| Conrado San Martín | Miguel              |
| Elena Espejo       | Carmen              |
| Manuel de Juan     | Marcial             |
| Tomás Blanco       | Antonio             |
| Carlos Muñoz       | Rafael              |
| Luis Pérez de León | padre de Rafael     |
| José Goula         | director de Correos |
| Emilio Fábregas    | comisario           |
| Eugenio Testa      | Julián Azores       |
| Casimiro Hurtado   | "el Miradas"        |
| Guillermo Marín    | transeúnte          |
| Emilio Goya        | agente              |
| J. Rivelles        | agente              |
| Carlos Ronda       | agente              |
| José Pinillo       | dueño del hotel     |
| Marta Grau         | dueña de la pensión |
| Modesto Cid        | fotógrafo           |

## Argumento
Un joven es asesinado en plena calle en Barcelona. La policía averigua que había contestado a un anuncio de un diario en el que se ofrecía trabajo y que en realidad es una estafa. Enseguida se montará un dispositivo de vigilancia para controlar el apartado de correos con el que la víctima contactó.

## Producción
En un principio la película iba a ser dirigida por Antonio Román siendo Julio Salvador el ayudante de dirección. Finalmente, Román pasó a dirigir otro filme de la misma productora, El pasado amenaza, y así Salvador fue el director de Apartado de correos 1001.
La película está ligeramente basada en hechos reales: tras una ambigua oferta de trabajo publicada en un anuncio de La Vanguardia se ocultaba una trama para estafar a los incautos que respondían a dicha oferta. Según el policía Gil Llamas, la labor de los guionistas «se circunscribió a manejar los datos conocidos sazonándolos con la inevitable anécdota amorosa y con cierto asesinato perpetrado frente a la Jefatura Superior de Policía».
El filme se abre con un encadenado de imágenes de Barcelona y una voz en off del narrador, cuyo texto se cita a continuación, expresando la intención de realismo de los autores y otorgando a la película un aire de semidocumental.

Emisora Films, siempre a la vanguardia del cine nacional, ha querido realizar una película distinta a las demás. Una película que incorpora por primera vez en nuestras pantallas el sentido realista de la actualidad más palpitante. Su anécdota se basa en uno de los muchos casos que a diario ocurren desgraciadamente en una gran ciudad cualquiera. Es la historia silenciosa y abnegada de unos hombres que por vocación y honradez arriesgan su vida con el único objeto de defender a la sociedad de todos aquellos que intentan perturbarla. Esta película ha sido filmada en las mismas calles, plazas, edificios y ambientes naturales en los que se supone pudo ocurrir el hecho que se da como real.

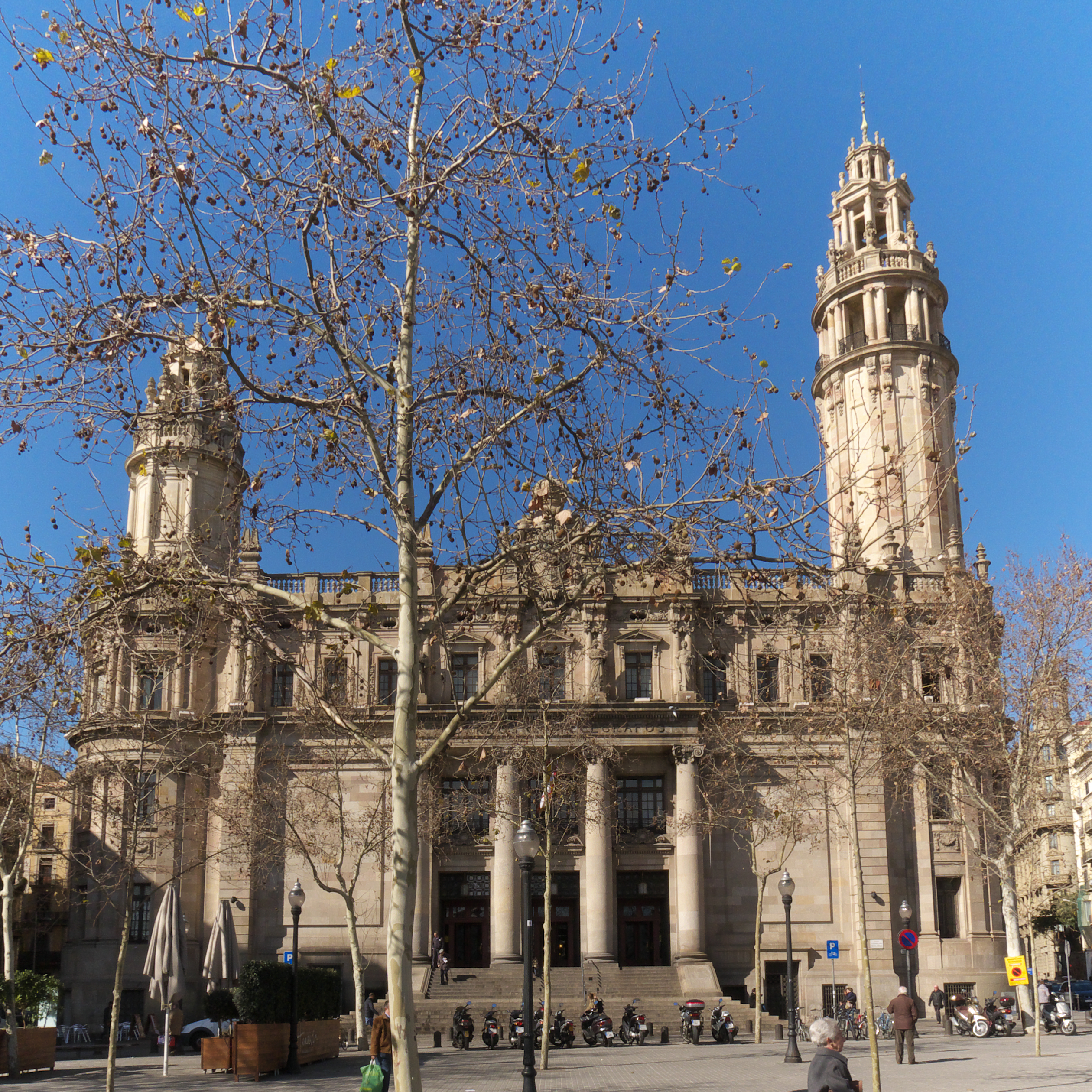
Edificio de Correos. Barcelona

La película fue rodada en numerosos exteriores e interiores reales de la ciudad de Barcelona: Ronda y Plaza de la Universidad, Frontón y Atracciones Apolo (antológica la secuencia final allí rodada), fachada e interior de La Vanguardia, exterior e interior de Correos, plaza de Antonio López, Ramblas, Vía Layetana y calles Copérnico y Aribau.
Sin embargo, el interior de la Jefatura de Policía de Barcelona se reprodujo en un estudio por razones de seguridad y operatividad. Algunos de los agentes que trabajaban en dichas dependencias decidieron colaborar en el rodaje de la película como figurantes.
La exaltación de la labor policial es patente en el filme, y la exhibición de las técnicas de investigación es constante (escuchas, seguimiento de sospechosos, deducciones y búsqueda de pistas, interrogatorios y careos, etc.). La elección de un policía novato permite una mayor identificación del espectador, desconociéndose la identidad del principal malhechor hasta los momentos finales de la cinta.
El rodaje de Apartado de correos 1001 se llevó a cabo durante el verano de 1950 y el estreno se produjo el 6 de diciembre del mismo año en el cine Kursaal de Barcelona. Se mantuvo 32 días en cartel, suponiendo un notable éxito tanto de público como de crítica, y compartió cartelera con Brigada criminal (Ignacio F. Iquino), película de similares características estrenada tan solo dos días antes.
Según cuenta el propio coguionista y montador de la película:

Iquino se enteró de que íbamos a rodar Apartado de correos 1001 [...] Él tenía Brigada criminal en su plan de rodaje para más adelante [...] De modo que para ganarnos de mano adelantó la fecha e inicialmente nos ganó mes y medio [...] Yo me propuse ganarle tiempo en el montaje y lo conseguimos: Apartado de correos 1001 fue presentada a clasificación 8 días antes que Brigada criminal.
Antonio Isasi